# SW Canis Majoris
SW Canis Majoris (SW CMa / HD 54520 / HIP 34431) es una estrella variable en la constelación del Can Mayor.
De magnitud aparente media +9,15, se encuentra aproximadamente a 1400 años luz del sistema solar. 
SW Canis Majoris es una estrella binaria cuyas componentes son estrellas blancas de tipo espectral incierto entre A3 y A8. La componente principal, 35 veces más luminosa que el Sol, tiene una masa de 2,22 masas solares y un radio 3 veces más grande que el del Sol.
La estrella secundaria, con el 65% de luminosidad de su compañera, tiene una temperatura aproximada de 8000 K. Su masa es 2,03 veces mayor que la del Sol y es casi dos veces y media más grande que éste.
La edad del sistema se estima en 630 millones de años.
Ambas estrellas constituyen una binaria eclipsante semejante a Algol (β Persei) o a ζ Phoenicis.
Cada 10,09199 días el brillo de la estrella disminuye 0,5 magnitudes cuando tiene lugar el eclipse principal, mientras que el eclipse secundario provoca un descenso de brillo de 0,4 magnitudes.
La separación media entre ambas componentes es de 0,15 UA, siendo la órbita significativamente excéntrica (ε = 0,3179).